# Wolf Vostell
Wolf Vostell (n. 14 octombrie 1932, Leverkusen, Germania – d. 3 aprilie 1998, Berlin, Germania) a fost un artist plastic, unul dintre părinții artei video și mediale apărută în anii 1960.

## Legaturi externe
- Museo Vostell Malpartida în Spania

Format:Arta media
Format:Arta video